# Галкин, Самуил Залманович
Самуи́л За́лманович Га́лкин (идиш שמואל האַלקין‎ — Шмуэл Халкин; 23 ноября [5 декабря] 1897, Рогачёв, Могилёвская губерния — 21 сентября 1960, Москва) — еврейский советский поэт, драматург и переводчик. Писал на идише.

## Творчество Галкина
Большое влияние оказала на него хасидская среда, в которой он вырос. Первые произведения Галкин писал на иврите. После Октябрьской революции некоторое время жил в Екатеринославе. В 1922 году он переехал в Москву.
В дальнейшем Галкин обращается к актуальной советской тематике, декларирует веру в торжество коммунистических идей и интернационального гуманизма. В сборник «Эрдише вэгн» («Земные пути», 1945) вошли патриотические стихи о Великой Отечественной войне.
Значимой частью творчества Галкина становится интимная и философская лирика («Контакт», 1935), в которой фиксация тончайших движений души приобретает особую рельефность благодаря афористичной отточенности стиха, богатству и гибкости языка. Основное настроение этой лирики — любовь к жизни, восторг перед многообразием её проявлений. Свежесть восприятия органично сливается с глубоким осмыслением окружающего мира.
Драмы в стихах «Бар-Кохба» (1938) и «Шуламис» («Суламифь», 1937) представляют интерес как обращение к древней истории евреев, хотя в соответствии с нормами соцреализма автор строит их сюжет на столкновении классовых интересов. Поставленные на сценах советских еврейских театров, эти произведения сыграли известную роль в поддержании национального самосознания российского еврейства.
Галкин перевел на идиш пьесу Шекспира «Король Лир» (постановка пьесы ГОСЕТом стала событием, а исполнитель роли короля Лир Соломон Михоэлс был признан одним из лучших в мире исполнителей этой роли).
Трагедия «Геттоград» (русские названия: «Восстание в гетто» и «За жизнь», 1947) изображает героическое восстание в Варшавском гетто. Её премьера в ГОСЕТе не состоялась из-за ликвидации театра в 1949 г.

Могила Галкина на Новодевичьем кладбище Москвы.

## Галкин и ЕАК
Галкин принимал активное участие в работе Еврейского Антитфашистского Комитета (ЕАК). Галкин был арестован 26 февраля 1949 г. по делу ЕАК, но вследствие инфаркта попал в тюремную больницу и таким образом избежал расстрела (его коллеги по ЕАК Перец Маркиш, Давид Гофштейн, Ицик Фефер и Лев Квитко были расстреляны). Срок отбывал в инвалидном лагере Абезь.
После пребывания в ГУЛАГе, в 1955 г. Галкин был реабилитирован и вернулся в Москву.

## Творчество Галкина после возвращения из Гулага
Пережитому в заключении посвящены стихотворения «Дэр видуй фун Сократ» («Исповедь Сократа», 1955; впервые опубликована в парижском журнале «Паризэр цайтшрифт», 1956—1957) и других, вошедших в цикл «Ин фрэйд цу дэрцейлн» («Рассказывать бы в радостный час», 1950—1958). Они включены в посмертный сборник С.Галкина «Майн ойцер» («Моё сокровище»).

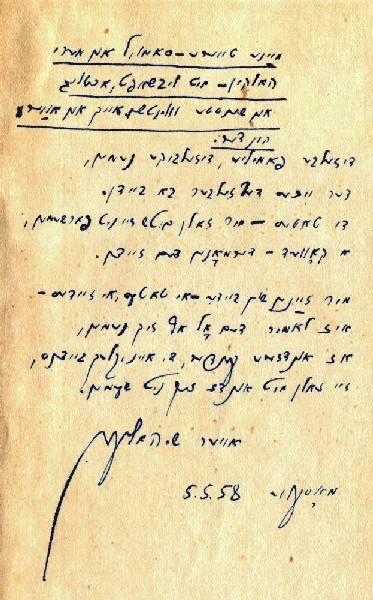
Автограф стихотворения С. З. Галкина, 1958 г.

Незадолго до смерти Галкин участвовал в работе журнала на идише «Советиш геймланд» («Советская Родина»).
В 1939 г. С. З. Галкин был награждён орденом «Знак почёта», а в 1958 г. в связи с 60-летием — орденом Трудового Красного Знамени.
На русский язык произведения Галкина переводили Анна Ахматова, Мария Петровых, Иосиф Гуревич, Лев Гинзбург.
Стихотворения Самуила Галкина на иврит переводил его двоюродный брат, известный израильский писатель, литературовед и переводчик Шимон Галкин.
На текст стихотворения С. Галкина «В красной глине вырыт ров…» (в переводе В. Потаповой-Длигач) написана четвёртая часть Шестой симфонии Моисея Вайнберга.

## Семья поэта
- Жена — Мари (умерла в Москве в 1965 г.)
  - Дочь — Эмилия (Михаэла), скульптор, автор памятника С. З. Галкину на Новодевичьем кладбище, с 1976 г. жила в Израиле, работала в музее восковых фигур, умерла в 2005 г. Её муж — известный еврейский поэт Иче Борухович (Исаак Борисов).
  - Сын — Вольф — инженер-строитель. С 1991 г. жил в Израиле. Умер в 1997 г.
- Двоюродный брат — Шимон Галкин, израильский писатель, литературовед и переводчик, лауреат премии Израиля.

Три внучки Галкина проживают в Израиле.
Похоронен на Новодевичьем кладбище.

## Награды
- орден Трудового Красного Знамени (02.01.1958)

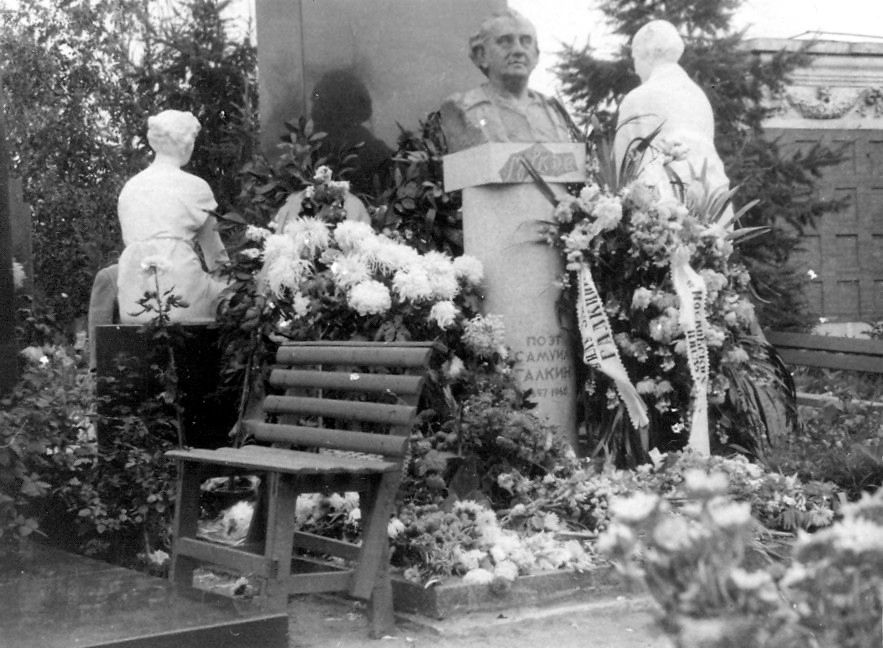
Памятник С. З. Галкину на его могиле на Новодевичьем кладбище

- орден «Знак Почёта» (31.01.1939)

## Книги на русском языке
- Контакт: [Стихи]. — М.: Гослитиздат, 1936. — 167, [6] с.
- Бар-Кохба: Драм. поэма в 4 актах / Пер. с евр. А. Безыменского. — М.-Л.: Искусство, 1940. — 160 с.
- Стихи. Баллады. Драмы / [Пер. с евр. под ред. М. Петровых]. — М.: Гослитиздат, 1958. — 543 с.: илл., 1 л. портр.
- Стихи последних лет / Пер. с евр. — М.: Сов. писатель, 1962. — 215 с.
- Стихотворения / Пер. с евр. — М.: Гослитиздат, 1962. — 295 с.: 1 л. портр.
- Дальнозоркость: Стихи, баллады, трагедия / Пер. с евр. [Сост. И. Борисова; Вступ. ст. В. Огнева; Илл.: Г. Кравцов]. — М.: Худ. лит., 1968. — 527 с.: илл., 1 л. портр.
- Здесь мои ростки живые: Избранное / Пер. с евр. — М.: Худ. лит., 1974. — 351 с.: 1 л. портр.